# Шариш
Шариш (слч. Šariš) је историјски регион у североисточној Словачкој. Обухвата територију некадашње Шаришке жупе (слч. Šarišská župa, мађ. Sáros vármegye) за време Краљевине Угарске.

## Географија
Регион Шариш је један од 21 словачка званична туристичка региона, међутим, Шариш није административни регион за разлику од претходне Шаришке жупе. Регион обухвата потпуно округе Прешов, Сабинов, Свидњик и Бардјејов, а деломично округе Стара Љубовња, Кежмарок, Вранов на Топлој, Стропков, а из Кошичког краја делове округа Кошица-околине, Кошица I и Гелњицу. Регионални центар је град Прешов. Међу најлепшим словачким градовима је Бардјејов, који је уписан на листу Светске баштине (Унеско).

## Одлике
Шариш је просечно развијена словачка регија, која новац углавном црпи од туризма. Карактеристичне знаменитости Шариша су дрвене гркокатоличке цркве, као што су у Бодружалу, Брежанима, Хунковцу, Корејовцу, Ладомирову, Њижном Комарњику и другим насељима. Изузетак је црква у Хервартову која је римокатоличка. Овај регион је познат и по средњовековним замковима, као што су Капушјански замак, Збојњички замак, Камењички замак, Зборовски замак, Шаришки замак. Шаришки замак је један од највећих и најстаријих замкова у Словачкој, и по њему је ова регија добила назив.